# EA Phenomic
EA Phenomic est un studio allemand de développement de jeux vidéo fondé en 1997 sous le nom Phenomic Game Development et situé à Ingelheim am Rhein.
L'entreprise développe principalement des jeux de stratégie en temps réel, elle est acquise par Electronic Arts le 23 août 2006.
Electronic Arts ferme le studio et licencie ses 60 employés le 12 juillet 2013.

## Jeux développés
| Titre                                      | Date de Sortie | Plates-formes |
| ------------------------------------------ | -------------- | ------------- |
| SpellForce: The Order of Dawn              | 2003           | PC            |
| SpellForce: The Breath of Winter           | 2004           | PC            |
| SpellForce: Shadow of the Phoenix          | 2005           | PC            |
| SpellForce 2: Shadow Wars                  | 2006           | PC            |
| SpellForce 2: Dragon Storm                 | 2007           | PC            |
| BattleForge                                | 2009           | PC            |
| Lord of Ultima                             | 2010           | Web           |
| SpellForce 2: Faith in Destiny             | 2012           | PC            |
| Command & Conquer: Tiberium Alliances (en) | 2012           | Web           |